# Palacio de Pizarro
El Palacio de Pizarro, también llamado Hotel Plaza Grande o antiguo Hotel Majestic, es una edificación palaciega de la ciudad de Quito DM, ubicada en la Plaza Grande del Centro Histórico de la ciudad. Por su altura y decoración exterior es una de las edificaciones que más resaltan en el conjunto de la plaza central de la capital de Ecuador, además de ser reconocido como el primer gran hotel de la belle epoque de la urbe.

## Historia
El lugar donde hoy se levanta el edificio fue asignado durante el primer trazado de solares de la ciudad en 1534, pocos días después de la fundación de la villa de San Francisco de Quito, al conquistador Francisco Pizarro, quien nunca llegó a habitarlo porque residía en la ciudad de Lima. Sin embargo, la mansión de dos pisos que se levantó en el lugar sí fue habitada por su hermano Gonzalo Pizarro e incluso su hija Francisca Pizarro Yupanqui cuando viajaba junto a su madre, la princesa Inés Huaylas, hacia España para entrevistarse con el Rey en 1551. A finales del siglo XVI los Pizarro donaron la casa a la orden mercedaria, que después partiría el solar en varias propiedades hasta configurar las casas que actualmente ocupan el terreno original.
El edificio sufrió varios cambios a lo largo de los siguientes tres siglos, entre ellos su característica ornamentación exterior de estilo ecléctico que tanto llama la atención dentro del conjunto de estructuras históricas que enmarcan la plaza más importante de la ciudad de Quito, cuyo común denominador es más bien la austeridad del neoclásico. A inicios del siglo XX pasa a manos de la familia Andino, aumentándole un piso más, la terraza y varias adecuaciones interiores a cargo del arquitecto Antonino Russo, en 1930.
Después de varios años, los Andino y un inversionista francés, deciden convertir el palacio en el primer hotel de lujo de la ciudad capital de Ecuador, naciendo así el Hotel Majestic, lugar de reunión de la élite quiteña y de los más importantes visitantes del país entre 1943 y 1960. El historiador Patricio Guerra rememoró que los grandes bailes los realizaban en el salón de actos de este hotel, situado en el tercer piso, «desde donde se observa una ciudad majestuosa por donde se la mire».
Entre 1962 y 1970 el edificio fue sede de una entidad bancaria privada. El palacio fue recuperado por el FONSAL desde 1970, quien puso a cargo del proyecto a los arquitectos Rafael Vélez y Raúl Molina; siendo adquirido finalmente por el Municipio de Quito en el año 1990, a donde trasladaron algunas dependencias administrativas como la Dirección de Planificación, que funcionaron allí hasta el año 2005, cuando deciden entregarlo en comodato a una empresa hotelera que le devolviera el esplendor de antaño. Esta última intervención, de diez millones de dólares, estuvo a cargo del ingeniero José Miguel Cobo, quien siempre pensó en guardar el estilo colonial del lugar.
En enero de 2007, con todos los detalles listos y perfeccionados, se inauguró como Hotel Plaza Grande, que actualmente es uno de los más prestigiosos del país, ganador de varios premios internacionales importantes y está considerado en la categoría de hotel-boutique.

## Arquitectura
El Palacio de Pizarro destaca, gracias a su altura y exquisita ornamentación de la fachada, de entre todos los que rodean el conjunto de la hoy llamada Plaza de la Independencia, donde se encuentran representados todos los poderes de la ciudad colonial española: el gobierno de la Audiencia de Quito en el Palacio de Carondelet, el gobierno del pueblo en el Palacio Municipal, y el gobierno de la iglesia católica en el Palacio Arzobispal y la Catedral Metropolitana.
Se ubica en el flanco norte de la mencionada plaza, en la esquina noroccidental formada por las calles Chile y García Moreno. Rompe la homogeneidad de los edificios circundantes al alcanzar durante las sucesivas modificaciones los cuatro pisos. De estructura funcional compacta, el palacio carece del característico patio interior de la mayoría de construcciones del Centro Histórico, fortaleciendo en su lugar la circulación vertical y los espacios de encuentro con elegantes salones en cada piso, añadidos durante las intervenciones del arquitecto Antonino Russo en 1930.
Antonino Russo, quien en definitiva fue quien le confirió su aspecto actual, fue uno de los precursores del llamado estilo ecléctico, que después se volvería una moda en la ciudad de Quito, que para entonces apenas y estaba saliendo del boom de la arquitectura historicista.
La fachada se compone de niveles horizontales sobre un basamento sólido de arquería que sirve de paso hacia la plaza, y que va ganando liviandad expresiva en sus niveles superiores. El edificio está coronado por dos torrecillas con ventana en los flancos derecho e izquierdo de la gran terraza del que vendría a ser el quinto piso. Actualmente, el Palacio de Pizarro, ya como Hotel Plaza Grande, ha sido decorado en su totalidad por la diseñadora Adriana Hoyos; y cuenta con 15 habitaciones, incluida una suite presidencial, tres restaurantes y varios salones de fiesta.

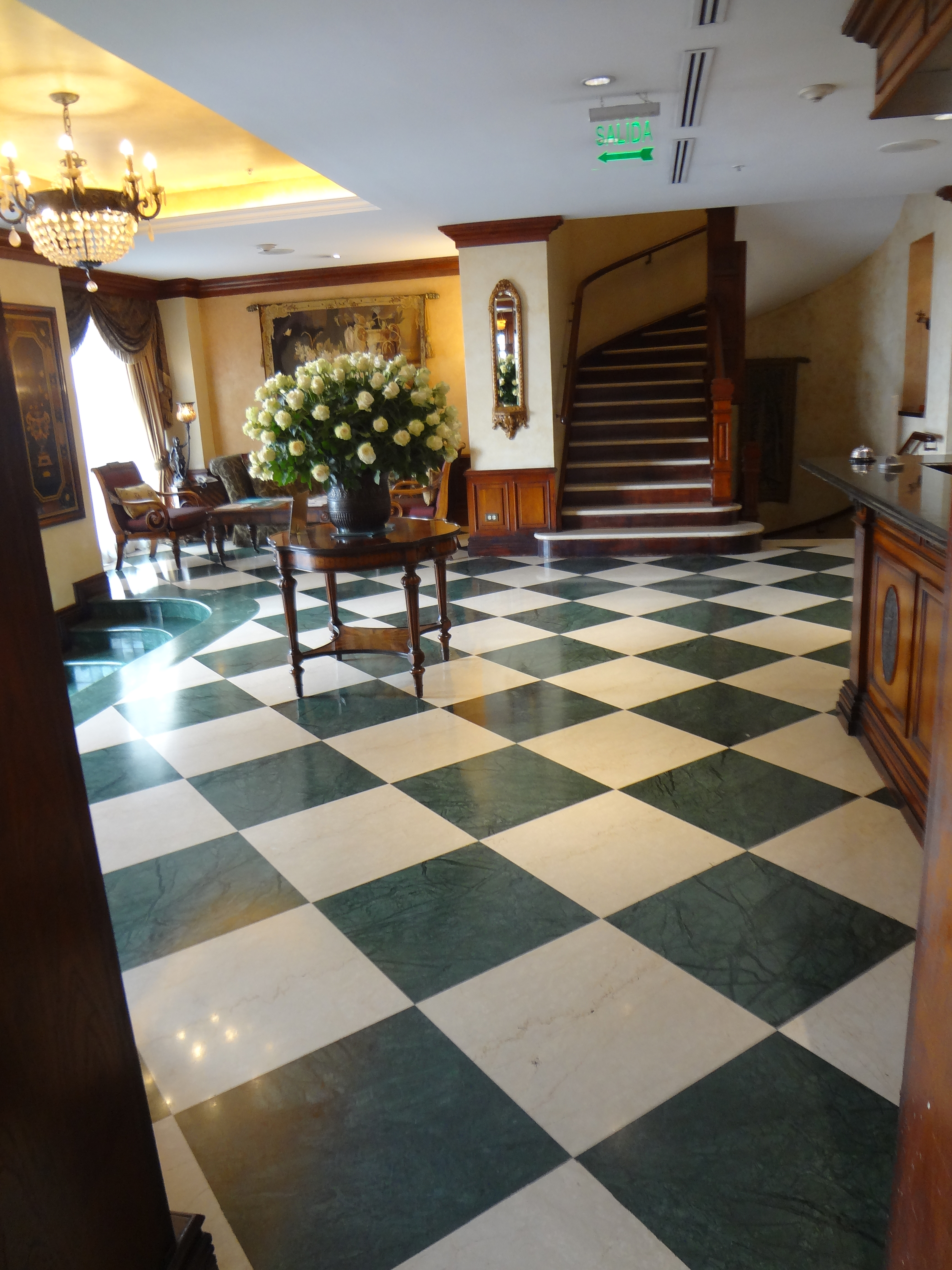
Vestíbulo.
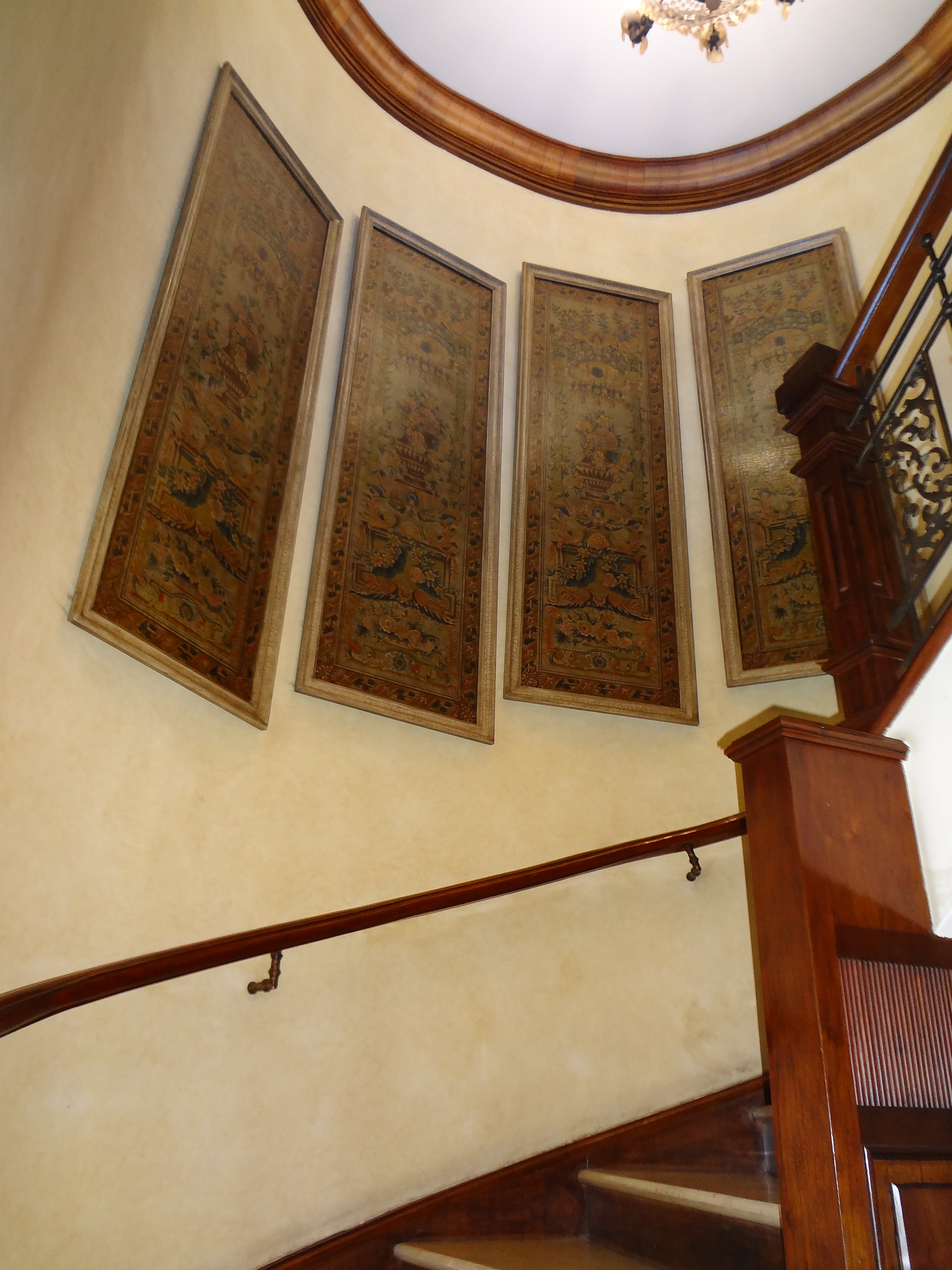
Escalera.
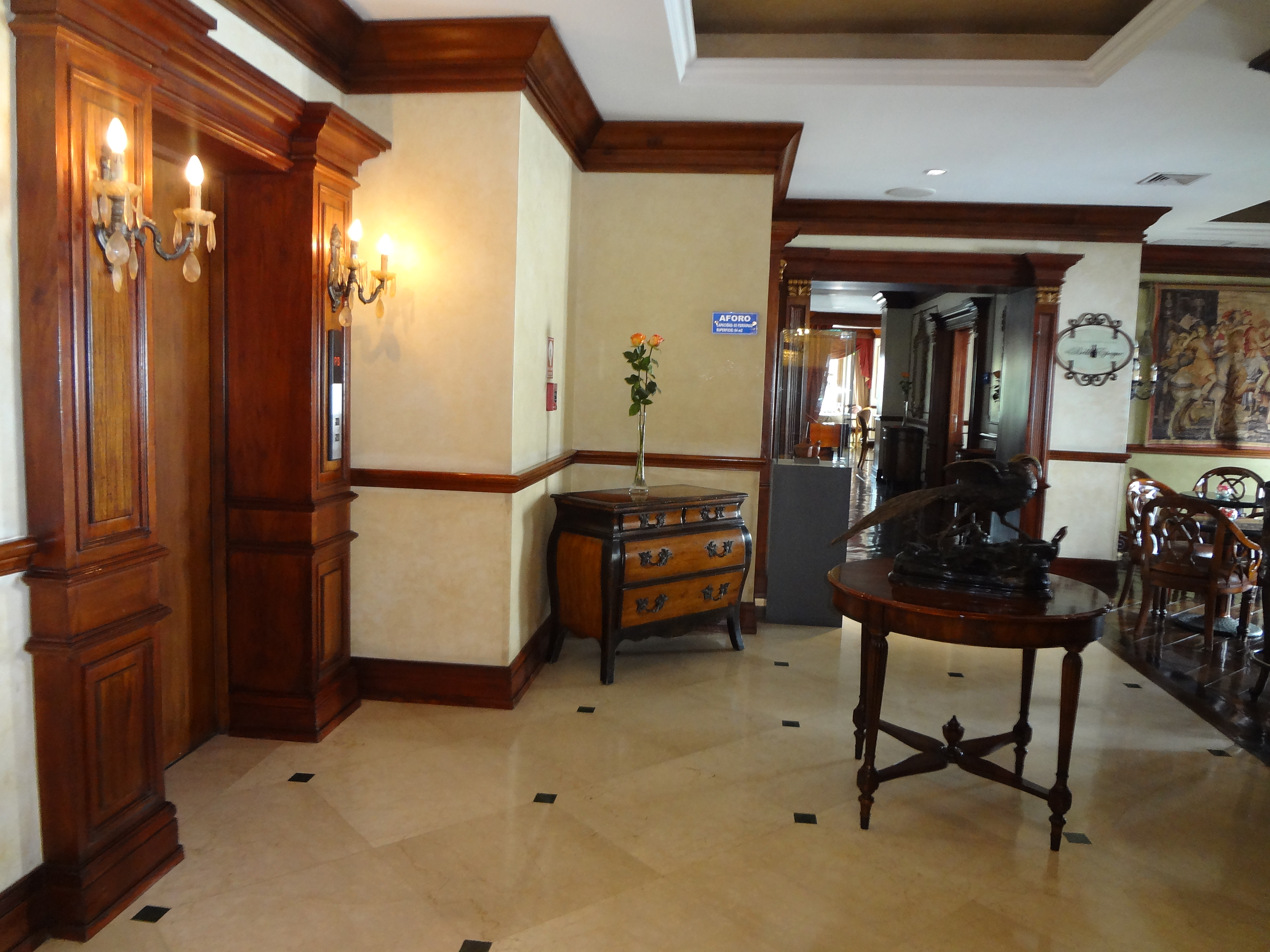
Distribuidor.
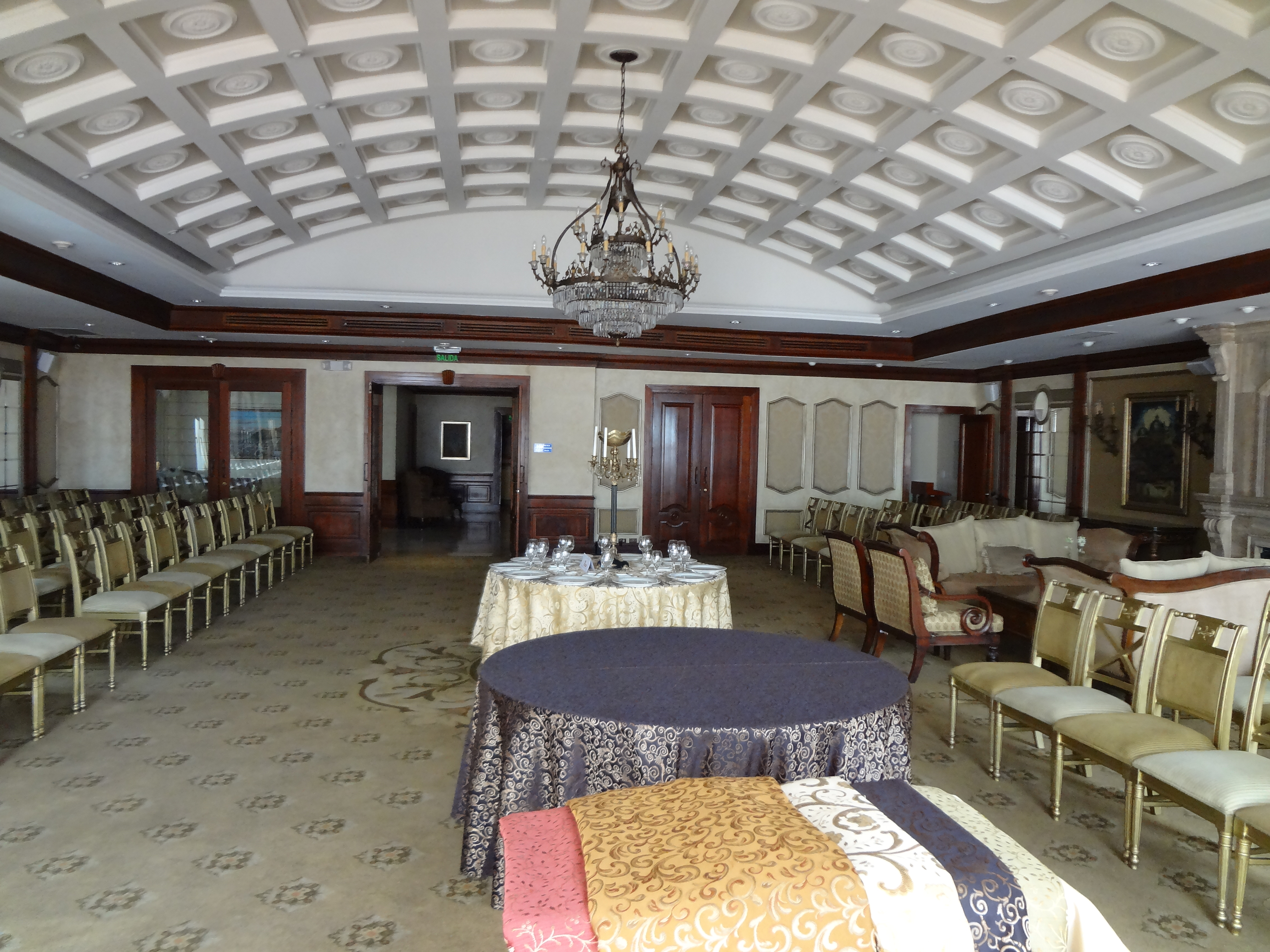
Salón.
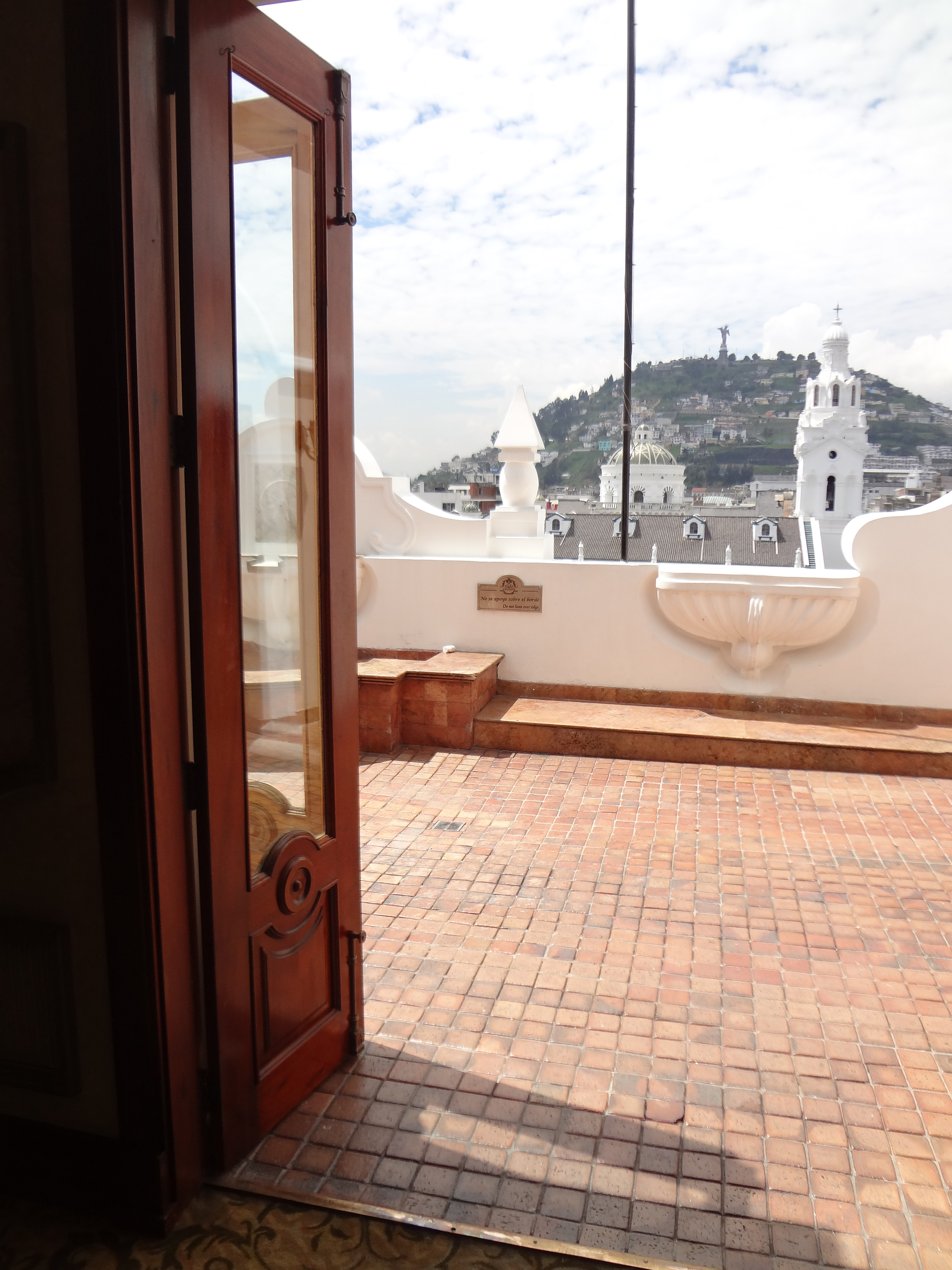
Terraza